# Strona Góralska
Strona Góralska – część wsi Sąspów w Polsce położona w województwie małopolskim, w powiecie krakowskim, w gminie Jerzmanowice-Przeginia.
W latach 1975–1998 Strona Góralska administracyjnie należała do województwa krakowskiego.